# Садовая улица (Ялта)
Садовая улица — улица в историческом центре Ялты. Проходит, как продолжение улицы Кирова за Морской улицей, до улицы Куйбышева. Одна из главных городских транспортных магистралей. По улице проходит троллейбусный маршрут

## История
Историческое название — Дворянская.

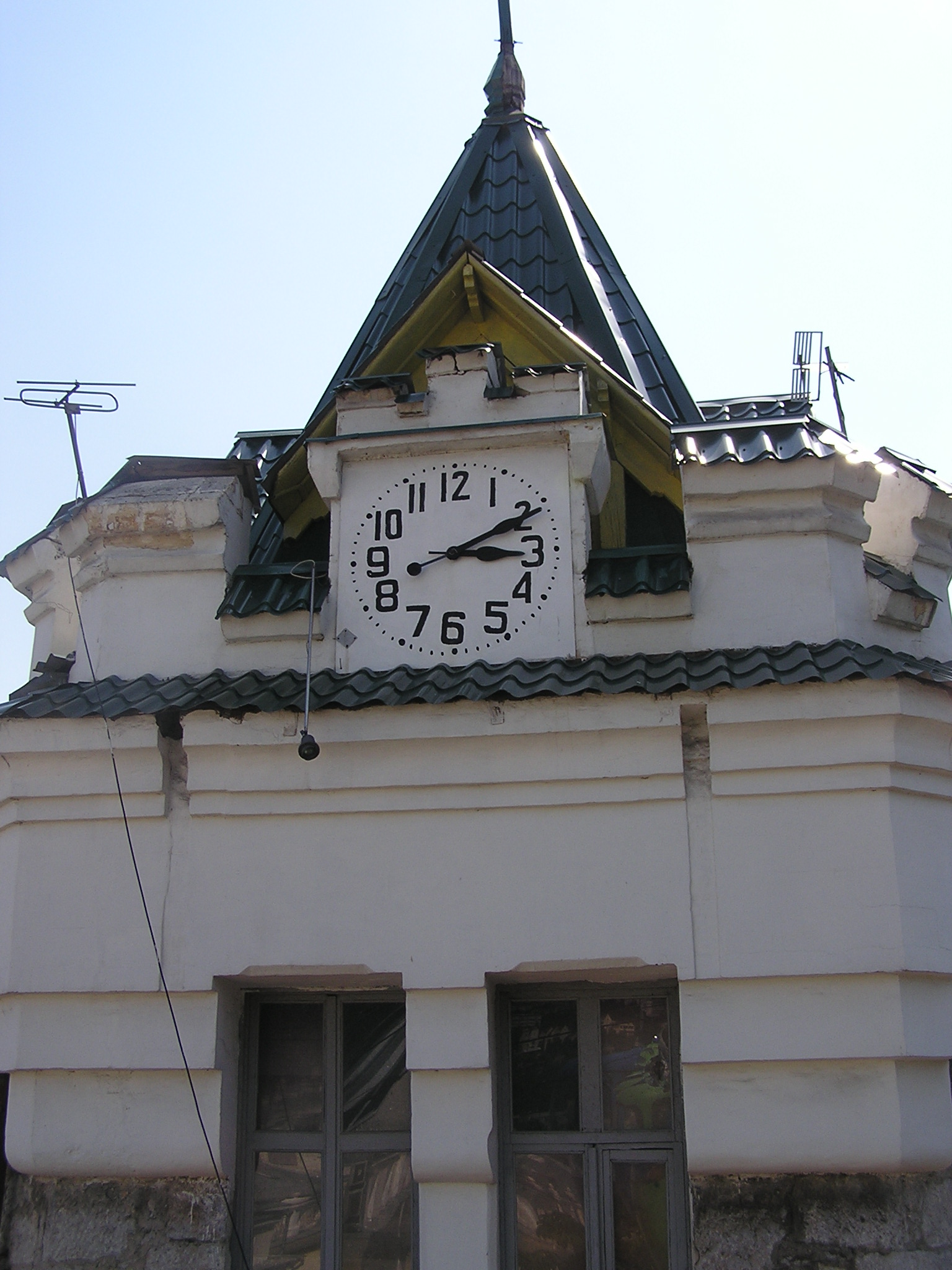
Башня с часами

Часть старой грунтовой дороги из деревни Аутка (ныне в черте города) в Дерекой (ныне городской район), указана на плане города 1843 года. В начале XX века часть современной улицы именовалась Садовой, часть — Дворянской.
Виноградники, расположенные по сторонам дороги, постепенно застраивались домами состоятельных граждан — здесь приобрели участки вдова художника Г. Г. Мясоедова Елизавета Михайловна, супруга контр-адмирала Г. Ю. Попова, адмирал Н. М. Чихачев, купец А. Я. Желтышев.

## Известные жители
Дом 4 — русский металлург, «отец металлографии», профессор Артиллерийской академии Дмитрий Константинович Чернов (1839—1921).
Дом 4а — останавливались писатели В. М. Гаршин, И. А. Бунин, Леся Украинка, а в год начала Первой мировой войны — "старец, прозорливец и целитель Григорий Распутин".

## Достопримечательности
- д. 1Е — Башня с часами (1880-е)

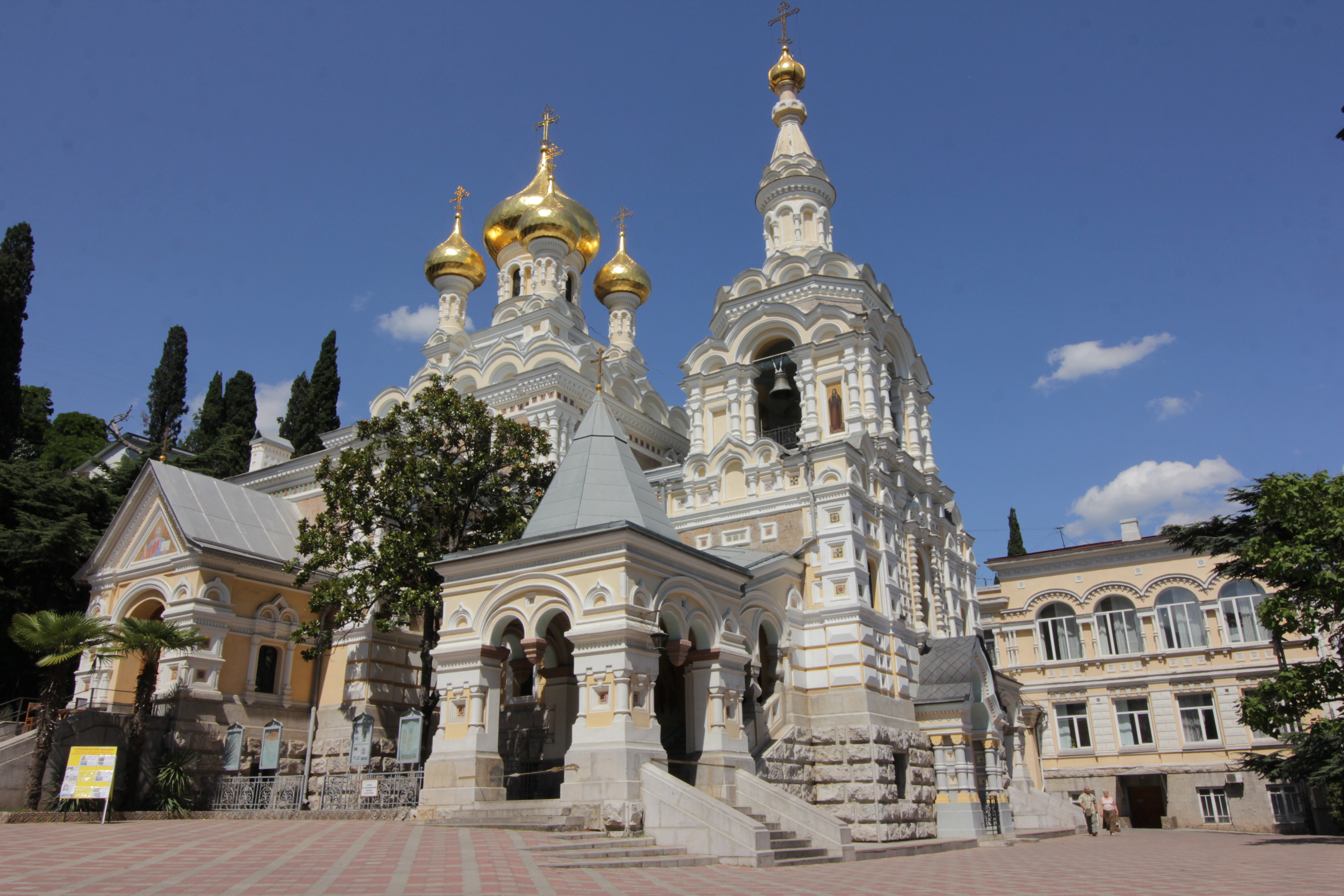
Собор Александра Невского.

- ул. Войкова, 1, литер «А» — Собор Святого Александра Невского, архитекторы Н. П. Краснов, П. К. Теребенев, 1890—1902  Объект культурного наследия народов РФ регионального значения. Рег. № 911711040770005 (ЕГРОКН)
- д. 2— 4 жилое здание, начало XX века  Объект культурного наследия народов РФ регионального значения. Рег. № 911711051340005 (ЕГРОКН)
- Набережная им. В. И. Ленина, 13 / д. 3 литер «А»— бывшая гостиница «Россия», архитектор А. К. Винберг, 1875 (ныне — «Таврида»)  Объект культурного наследия народов РФ регионального значения. Рег. № 911711051340005 (ЕГРОКН)
- д. 11 — Дом общины Красного креста
- д. 12 — Вилла С. А. Татариновой[6]
- д. 18 литер «А» — здание бывшей санатории им. Императрицы Марии Федоровны.  Объект культурного наследия народов РФ регионального значения. Рег. № 911711040880005 (ЕГРОКН)
- д. 18 — Вилла Измайловой Л. И.